# Los Choneros
Los Choneros est un cartel de la drogue équatorien basé dans la ville de Chone, dans la province de Manabí, et présent sur une grande partie de la côte du pays. Ils sont accusés d'extorsion, de meurtres, d'assassinats à forfait, de trafic de drogue et d'autres crimes. Selon la police nationale de l'Équateur, ils constituent le bras armé d'un cartel colombien ayant des intérêts dans le pays. Beaucoup de ses membres figuraient sur la liste équatorienne des personnes les plus recherchées et ses dirigeants d'origine ont été emprisonnés ou tués.

## Histoire
Le gang est apparu dans les années 1990 dans la province côtière de Manabi (sud-ouest), stratégique pour l'exportation de la cocaïne vers les États-Unis et l'Europe. 
Le gang compterait quelque 8 000 membres.
Selon l'Observatoire équatorien du crime organisé, Los Choneros ont établi des liens avec les organisations criminelles colombiennes (Clan del Golfo) et mexicaines (Cartel de Sinaloa) ainsi qu'avec des réseaux des Balkans. 
Le 28 décembre 2020, Zambrano, le chef du groupe depuis le meurtre de Jorge Véliz en 2007, est assassiné dans une cafétéria du centre commercial Mall del Pacífico de Manta. Il est à son tour remplacé par José Adolfo Macías Villamar, mieux connu sous le nom de « Fito ».

### Évasion de José Adolfo Macías Villamar
En 2023, José Adolfo Macías Villamar annonce vouloir assassiner Guillermo Lasso, le président de l'Équateur élu en 2021. Villamar devient l'ennemi public numéro un dans le pays.
Le 8 janvier 2024, le gouvernement équatorien annonce l'état d'urgence dans le pays après l'évasion de José Adolfo Macías Villamar.
Il est capturé à Manta par la Police équatorienne le 25 juin 2025.
Le 11 juillet 2025, il accepte une demande d'extradition vers les États-Unis émanent de la Cour nationale équatorienne. Il doit y être jugé pour trafic de drogue et contrebande d'armes.